# 4128 UKSTU
4128 UKSTU este un asteroid din centura principală, descoperit pe 28 ianuarie 1988 de Robert McNaught.